# Rio José Pedro
O rio José Pedro é um curso de água do estado de Minas Gerais, Brasil. É afluente da margem direita do rio Manhuaçu. Nasce na serra do Caparaó e possui um percurso aproximado de 200 km.

## História
No início do século XX, o rio José Pedro servia de divisa entre os estados de Minas Gerais e Espírito Santo. Toda a margem direita pertencia ao Espírito Santo. O primeiro explorador do rio foi José Pedro de Alcântara, na primeira metade do século XIX. Por isso, o recebeu o nome em homenagem deste desbravador. Na região viviam os índios botocudos e puris.

## Geografia
O rio José Pedro nasce na serra do Caparaó na divisa de Minas Gerais com o Espírito Santo numa altitude de 2582 metros. Serve como divisa de muitos municípios. Ele banha os seguintes municípios mineiros: Alto Caparaó, Alto Jequitibá, Martins Soares, Durandé, Lajinha, Chalé, São José do Mantimento, Conceição de Ipanema, Ipanema, Taparuba, Mutum, Pocrane e Aimorés.
A foz do rio José Pedro no rio Manhuaçu situa-se no encontro das divisas dos municípios de Pocrane, Aimorés e Santa Rita do Itueto.

## Biodiversidade

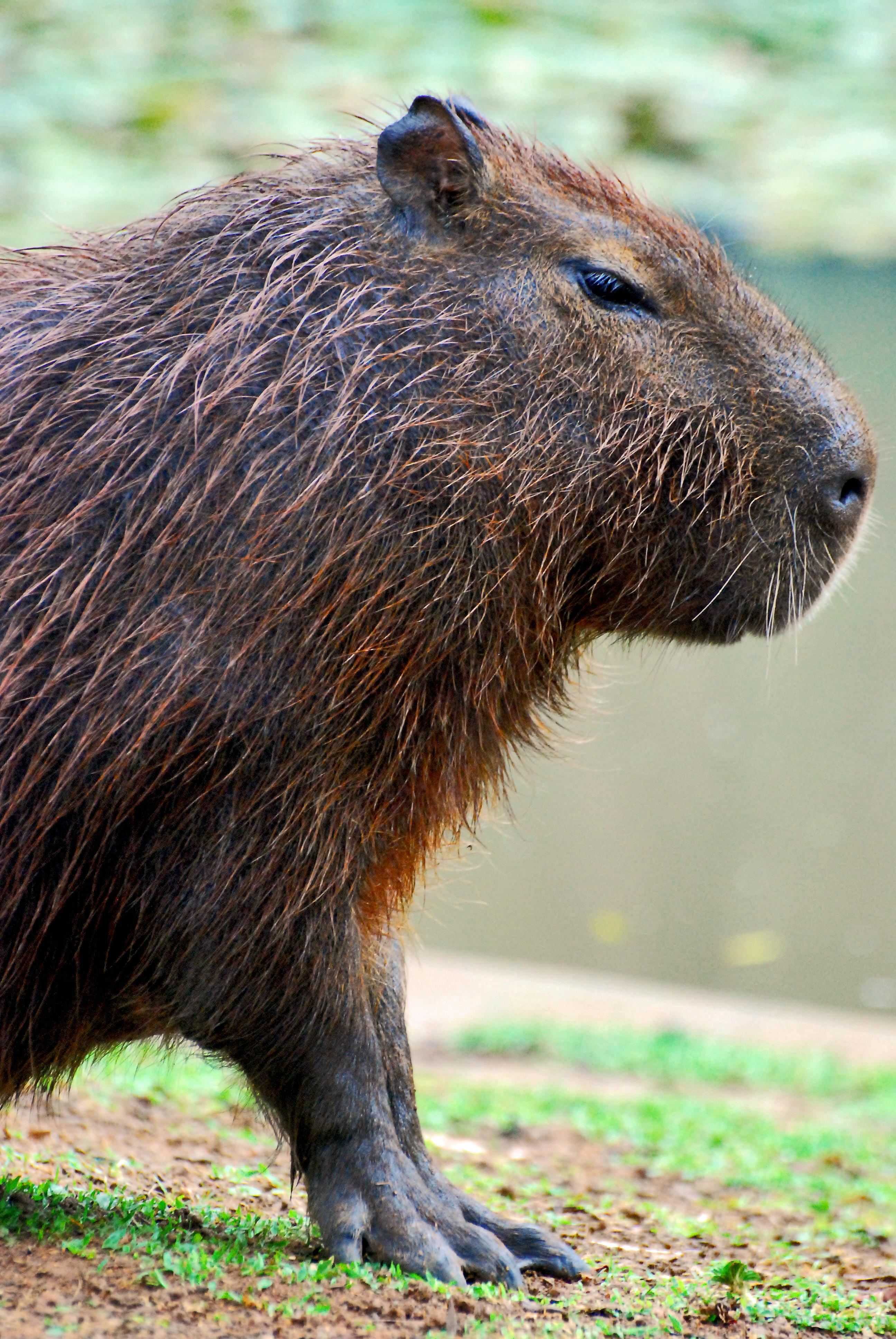
Capivara

Às margens do rio José Pedro vive o maior roedor herbívoro do mundo, a capivara (Hydrochoerus hydrochaeris). Ainda existem muitos exemplares da espécie, porém, há risco de sua extinção devido à caça clandestina.[carece de fontes?]

## Vale do rio José Pedro
O vale do rio José Pedro compreende o território entre o rio Manhuaçu e a serra do Caparaó na divisa entre os estados de Minas Gerais e do Espírito Santo. A região foi palco de disputa de divisa entre os dois estados.

## Exploração científica
O Comitê Bacia Águas do Rio Manhuaçu anunciou à imprensa local que nos dias 17 a 21 de abril de 2012 fará uma expedição científica no rio José Pedro para mapear e coletar dados sobre a sua biodiversidade e estado de preservação ambiental.

## Afluentes
- Rio Claro
- Ribeirão São Domingos
- Ribeirão Cobrador
- Rio São Manoel
- Ribeirão Pocrane